# Federación Costarricense de Fútbol Americano
La Federación Costarricense de Fútbol Americano es el ente rector del fútbol americano en Costa Rica. Es miembro de la Federación Internacional de Fútbol Americano (IFAF) y de IFAF Americas. 

## Historia
Fue fundada en San José en 2008 siendo la encargada de llevar a cabo el primer torneo de esta disciplina en el país, el partido inaugural de este deporte se realizó en las canchas de la Asociación de Empleados de la empresa Pipasa el 14 de marzo de 2009 entre los equipos Bulldogs de Escazu y los Dragons de Cartago siendo la victoria para los Dragons. Al final de dicho torneo el equipo Toros de Escazu se coronó como el primer campeón en la historia de Costa Rica en el fútbol americano.
Una semana después de la final del torneo se celebró el primer Pro Bowl con los jugadores más destacados, siendo estos últimos en su mayoría los convocados a iniciar el proceso de la primera selecciona nacional de esta disciplina deportiva, que se enfrentó contra un equipo panameño la noche del 15 de agosto de 2009, el partido se disputó en San José Costa Rica contra los Riders de Panamá.  La victoria fue para la Selección de Costa Rica con un marcador de 13 - 8; de la mano del Mariscal de campo Scott Doherty que a su vez fue el Mariscal de los Toros el campeón del primer torneo en Costa Rica.